# Chicago Grand Prix 1987
Il Chicago Grand Prix 1987 è stato un torneo di tennis giocato sul sintetico indoor. È stata la 3ª edizione del Chicago Grand Prix, che fa parte del Nabisco Grand Prix 1987. Si è giocato a Chicago negli USA, dal 30 marzo al 4 aprile 1987.

## Campioni

### Singolare
Tim Mayotte ha battuto in finale  David Pate con il punteggio di 6–4, 6–2

### Doppio
Paul Annacone /  Christo van Rensburg hanno battuto in finale  Mike De Palmer /  Gary Donnelly con il punteggio di 6–3, 7–6